# Thyeste
Dans la mythologie grecque, Thyeste (en grec ancien Θυέστης / Thuéstēs), roi de Mycènes, fils de Pélops et d'Hippodamie, est le frère jumeau d'Atrée, roi d'Argos.

## Mythe

### L'usurpateur du trône
Il séduisit sa belle-sœur Érope et en eut plusieurs enfants. Puis il lui demanda de dérober la toison d'or qu'Atrée possédait. Une fois le vol accompli, Thyeste alla voir son frère et lui déclara que, pour les départager, celui qui saurait exhiber au peuple la toison deviendrait roi. Atrée, ne se doutant de rien accepta, mais aussitôt son frère lui montra la toison et exila son frère.

### Au coucher du Soleil
Zeus, mécontent de cet acte, alla voir Thyeste peu après, et lui dit qu'il pourrait régner aussi longtemps que le Soleil se coucherait à l'ouest, après quoi le trône reviendrait à Atrée. Naturellement, il accepta. Mais Zeus se rendit ensuite auprès du Soleil qui était au milieu de sa course, il lui demanda de se coucher à l'est, et l'astre obéit. Thyeste, alors fidèle à sa parole, rendit le trône à son frère, qui l'exila à son tour. Thyeste s'enfuit en Épire.

### Un ragoût humain
Cependant il revint bientôt en Argolide à la prière d'Atrée, qui feignit de se réconcilier avec lui. Mais, dans le festin qui signalait leur réconciliation, Atrée fit manger à Thyeste les chairs des fils dont Érope l'avait rendu père, puis il lui révéla tout, en lui montrant leurs têtes.
Pour sa vengeance, Thyeste éleva Égisthe, fils né d'un inceste avec sa fille Pélopia. Égisthe devenu grand, Thyeste l'envoya sous un faux nom auprès d'Atrée, qu'il ne tarda pas à mettre à mort. Thyeste alors occupa le trône d'Argos, mais Agamemnon et Ménélas l'en chassèrent, et il alla mourir dans l'île de Cythère.

## Évocations artistiques
- Sénèque, Thyeste, tragédie en cinq actes du Ier siècle
- Prosper Jolyot de Crébillon, Atrée et Thyeste, tragédie en cinq actes représentée pour la première fois en 1707 [lire en ligne].
- Ugo Foscolo, Tieste, tragédie créée à Venise en 1797 (théâtre Sant'Angelo).

### Sources
- Pseudo-Apollodore, Épitome [détail des éditions] [lire en ligne] (II, 10–16).
- Athénée, Deipnosophistes [détail des éditions] (lire en ligne) (III, 602).
- Euripide, Oreste [détail des éditions] [lire en ligne].
- Hygin, Fables [détail des éditions] [(la) lire en ligne] (LXXXVI–LXXXVIII).
- Pausanias, Description de la Grèce [détail des éditions] [lire en ligne] (VI, 20, 7 ; IX, 5, 5-10).
- Pindare, Odes [détail des éditions] (lire en ligne) (Olympiques, I).

### Radiographie
- Pierre Judet de La Combe, « Atrée et Thyeste : pourquoi tant de haine entre frères ? », sur Quand les Dieux rôdaient sur la Terre, France Inter, 10 décembre 2022.